# Џозеф Пристли
Џозеф Пристли (енгл. Joseph Priestley; Бристол, 13. март 1733 — Нортамберланд, 6. фебруар 1804) је био британски хемичар, писац, учитељ и политичар.
Открио је кисеоник 1774. године. Идентификовао је многе друге гасове као што су: амонијак, угљен-моноксид, азот-оксид и сумпор-диоксид. Такође је открио и да зелене биљке отпуштају кисеоник за шта им је потребна Сунчева светлост. Сматра се проналазачем сода-воде.
Подржавао је Француску револуцију и супротстављао се трговини робљем. Емигрирао је у Америку 1794. године. Тамо је и умро 1804. године.

## Младост и образовање (1733–1755)
Пристли је рођен у етаблираној енглеској дисидентичкој породици (тј. нису се повиновали Енглеској цркви) у Бирсталу (близу Батлија) у Западном Рајдингу Јоркшира. Он је био најстарији од шесторо деце коју су имали Мери Свифт и Џонас Пристли, који се бавио завршном обрадом тканина. Пристли је послат да живи са својим дедом кад је имао једну годину. Кући се враћен пет година касније, након што му је умрла мајка. Када се његов отац поново оженио 1741, Пристли је послат да живи са својом тетком и ујаком, богатом Саром без деце (ум. 1764) и Џоном Кејлијем, 3 mi (4,8 km) од Филдхеда.
Пристли је већ као дете био прилично напредан – са четири године могао је беспрекорно да рецитује свих 107 питања и одговора Вестминстерског краћег катехизма – његова тетка је тражила најбоље образовање за њега, с намером да он постане свештеник. Током своје младости, Пристли је похађао локалне школе, где је учио грчки, латински и хебрејски.
Око 1749. Пристли се озбиљно разболео и веровало се да умире. Одгајан као побожни калвиниста, он је веровао да је искуство обраћења неопходно за спасење, али сумњао је да га је имао. Ова емоционална невоља га је на крају навела да доведе у питање своје теолошко васпитање, због чега је одбацио тај избор и прихватио је универзално спасење. Као резултат тога, старешине његове матичне цркве, независне горње капеле Хекмондвајка, одбиле су му пријем као пуноправног члана.
Приестлијева болест му је оставила трајно муцање и он је тада одустао од било какве мисли да ступи у службу. Припремајући се да се придружи сроднику у трговини у Лисабону, учио је француски, италијански и немачки поред арамејског и арапског. Подучавао га је велечасни Џорџ Хагерстоун, који га је први увео у вишу математику, природну филозофију, логику и метафизику кроз дела Исака Вотса, Вилема Грејвсанда и Џона Лока.

### Давентри Академија
Пристли је на крају одлучио да се врати својим теолошким студијама и 1752. године уписао је Давентри, дисидентсу академију. Пошто је већ био начитан, Приестлију је било дозвољено да прескочи прве две године наставе. Наставио је интензивно проучавање; ово је, заједно са либералном атмосфером школе, померило његову теологију даље улево и он је постао рационални дисидент. Презирући догму и религиозни мистицизам, рационални дисиденти су наглашавали рационалну анализу природног света и Библије.
Пристли је касније написао да је књига која је на њега највише утицала, осим Библије, била Запажања о човеку Дејвида Хартлија (1749). Хартлијева психолошка, филозофска и теолошка расправа је постулирала материјалну теорију ума. Хартли је имао за циљ да изгради хришћанску филозофију у којој би верске и моралне „чињенице“ могле бити научно доказане, циљ који је Пристлија заокупљао током целог његовог живота. На трећој години у Давентрију, Пристли се посветио свештенству, коју је описао као „најплеменитију од свих професија“.

### Примарни материјали
- Lindsay, Jack, ур. (1970). Autobiography of Joseph Priestley. Teaneck: Fairleigh Dickinson University Press. ISBN 978-0-8386-7831-2..
- Miller, Peter N., ур. (1993). Priestley: Political Writings. Cambridge: Cambridge University Press. ISBN 978-0-521-42561-2..
- Passmore, John A., ed. (1964). Priestley's Writings on Philosophy, Science and Politics. New York: Collier Books..
- Rutt, John T., ed., Collected Theological and Miscellaneous Works of Joseph Priestley. 2 vols. London: George Smallfield, 1832.
- Rutt, John T., ed., Life and Correspondence of Joseph Priestley. 2 vols. London: George Smallfield, 1831.
- Schofield, Robert E., ed. (1966). A Scientific Autobiography of Joseph Priestley (1733–1804): Selected Scientific Correspondence. Cambridge: MIT Press..

### Биографије
- Gibbs, F. W. (1965). Joseph Priestley: Adventurer in Science and Champion of Truth. London: Thomas Nelson and Sons..
- Graham, Jenny (1995). Revolutionary in Exile: The Emigration of Joseph Priestley to America, 1794–1804. Transactions of the American Philosophical Society. ISBN 978-0-87169-852-0. 85. .
- Holt, Anne. (1931). A Life of Joseph Priestley. London: Oxford University Press..
- Jackson, Joe (2005). A World on Fire: A Heretic, an Aristocrat and the Race to Discover Oxygen. New York: Viking. ISBN 978-0-670-03434-5..
- Johnson, Steven (2008). The Invention of Air: A Story of Science, Faith, Revolution, and the Birth of America. New York: Riverhead. ISBN 978-1-59448-852-8..
- Schofield, Robert E. (1997). The Enlightenment of Joseph Priestley: A Study of his Life and Work from 1733 to 1773. University Park: Pennsylvania State University Press. ISBN 978-0-271-01662-7..
- Schofield, Robert E. (2004). The Enlightened Joseph Priestley: A Study of His Life and Work from 1773 to 1804. University Park: Pennsylvania State University Press. ISBN 978-0-271-02459-2..
- Smith, Edgar F. (1920), Priestley in America, 1794–1804, Philadelphia: P. Blakiston's Son and Co.
- Tapper, Alan. "Joseph Priestley". Dictionary of Literary Biography 252: British Philosophers 1500–1799. Eds. Philip B. Dematteis and Peter S. Fosl. Detroit: Gale Group, 2002.
- Thorpe, T. E. (1906), Joseph Priestley, London: J. M. Dent.
- Uglow, Jenny (2002). The Lunar Men: Five Friends Whose Curiosity Changed the World. New York: Farrar, Straus and Giroux. ISBN 978-0-374-19440-6..

### Секондарни материали
- Anderson, R. G. W.; Lawrence, Christopher (1987). Science, Medicine and Dissent: Joseph Priestley (1733–1804). London: Wellcome Trust. ISBN 978-0-901805-28-7..
- Bowers, J. D (2007). Joseph Priestley and English Unitarianism in America. University Park: Pennsylvania State University Press. ISBN 978-0-271-02951-1..
- Braithwaite, Helen (2003). Romanticism, Publishing and Dissent: Joseph Johnson and the Cause of Liberty. New York: Palgrave Macmillan. ISBN 978-0-333-98394-2..
- Conant, J. B., ed. "The Overthrow of the Phlogiston Theory: The Chemical Revolution of 1775–1789".  Harvard Case Histories in Experimental Science. Cambridge: Harvard University Press. 1950..
- Crook, R. E. (1966). A Bibliography of Joseph Priestley. London: Library Association..
- Crossland, Maurice. "The Image of Science as a Threat: Burke versus Priestley and the 'Philosophic Revolution'". British Journal for the History of Science 20 (1987): 277–307.
- Donovan, Arthur (1996). Antoine Lavoisier: Science, Administration and Revolution. Cambridge: Cambridge University Press. ISBN 978-0-521-56218-8.
- Eshet, Dan (2001). „Rereading Priestley”. History of Science. 39 (2): 127—59..
- Fitzpatrick, Martin. "Joseph Priestley and the Cause of Universal Toleration". The Price-Priestley Newsletter 1 (1977): 3–30.
- Garrett, Clarke (1973). „Joseph Priestley, the Millennium, and the French Revolution”. Journal of the History of Ideas. 34 (1): 51—66..
- Fruton, Joseph S. (2002). Methods and Styles in the Development of Chemistry. Philadelphia: American Philosophical Society. ISBN 978-0-87169-245-0..
- Kramnick, Isaac. "Eighteenth-Century Science and Radical Social Theory: The Case of Joseph Priestley's Scientific Liberalism". Journal of British Studies 25 (1986): 1–30.
- Kuhn, Thomas (1996). The Structure of Scientific Revolutions (3rd изд.). Chicago: University of Chicago Press. ISBN 978-0-226-45808-3..
- Haakonssen, Knud, ур. (1996). Enlightenment and Religion: Rational Dissent in Eighteenth-Century Britain. Cambridge: Cambridge University Press. ISBN 978-0-521-56060-3..
- McCann, H (1978). Chemistry Transformed: The Paradigmatic Shift from Phlogiston to Oxygen. Norwood: Alex Publishing. ISBN 978-0-89391-004-4..
- McEvoy, John G. "Joseph Priestley, 'Aerial Philosopher': Metaphysics and Methodology in Priestley's Chemical Thought, from 1762 to 1781". Ambix 25 (1978): 1–55, 93–116, 153–75; 26 (1979): 16–30.
- McEvoy, John G. "Enlightenment and Dissent in Science: Joseph Priestley and the Limits of Theoretical Reasoning". Enlightenment and Dissent 2 (1983): 47–68.
- McEvoy, John G. (1995). „Priestley Responds to Lavoisier's Nomenclature: Language, Liberty, and Chemistry in the English Enlightenment”.  Ур.: Bernadette Bensaude-Vincent and Ferdinando Abbri. Lavoisier in European Context: Negotiating a New Language for Chemistry. Canton, MA: Science History Publications. ISBN 978-0-88135-189-7.. .
- McEvoy, John G. and J.E. McGuire. "God and Nature: Priestley's Way of Rational Dissent". Historical Studies in the Physical Sciences 6 (1975): 325–404.
- McLachlan, John (1983). Joseph Priestley Man of Science 1733–1804: An Iconography of a Great Yorkshireman. Braunton and Devon: Merlin Books. ISBN 978-0-86303-052-9..
- McLachlan, John. "Joseph Priestley and the Study of History". Transactions of the Unitarian Historical Society 19 (1987–90): 252–63.
- Philip, Mark. "Rational Religion and Political Radicalism". Enlightenment and Dissent 4 (1985): 35–46.
- Rose, R. B. "The Priestley Riots of 1791". Past and Present 18 (1960): 68–88.
- Rosenberg, Daniel. (2007). Joseph Priestley and the Graphic Invention of Modern Time. стр. 55—103.. Studies in Eighteenth Century Culture 36(1) .
- Rutherford, Donald (1995). Leibniz and the Rational Order of Nature. Cambridge: Cambridge University Press. ISBN 978-0-521-46155-9..
- Schaffer, Simon (1984). „Priestley Questions: An Historiographic Survey”. History of Science. 22 (2): 151—83..
- Sheps, Arthur. "Joseph Priestley's Time Charts: The Use and Teaching of History by Rational Dissent in late Eighteenth-Century England". Lumen 18 (1999): 135–54.
- Watts, R. "Joseph Priestley and Education". Enlightenment and Dissent 2 (1983): 83–100.